# إبراهيم اتيكو
إبراهيم اتيكو (بالإنجليزية: Ibrahim Atiku)‏ (20 مايو 1983 أكرا غانا - ) هو لاعب كرة قدم غاني، شارك في الألعاب الأولمبية الصيفية 2004.

## روابط خارجية
- إبراهيم اتيكو على موقع الاتحاد الدولي (مؤرشف)  (الإنجليزية)
- إبراهيم اتيكو على موقع قاعدة بيانات كرة القدم.إي يو (الإنجليزية)